# ワカマツタダアキ
ワカマツ タダアキ（1977年8月9日 - ）は、日本人デザイナー、元メンズノンノ専属モデルで、アクセサリーデザイナー。

## 人物
東京都出身。レザークラフトマンの父のもと、工作＆ポップアート好きな子供時代を過ごす。既婚者で2児の父。
2002年アクセサリーブランド「Q-pot.」を立上げ、ブランド10周年となる2012年にはQ-pot.のスイーツアクセサリーをモチーフにした本物のスイーツを提供する「Q-pot CAFE.」を表参道にオープンさせた。
広告・映像プロデュース、ファッションブランドやアーティスト 、アニメや映画、企業とのコラボレーション デザイン、パリでの大規模なインスタレーションプロデュース等、アクセサリーデザイナーの枠を超えた多岐にわたる活動を展開する。
東京・原宿カルチャーの中心で、“スウィーツアクセサリー文化”を創り出したパイオニアとして、個性溢れる＜ポジティブアクセサリー＞を世界中で展開し“笑顔の連鎖”を拡げ続けている。

## 来歴

### ヒストリー
| 年           | 月          | |
| ------------ | ----------- | --- |
| 1995年       |             | 高校在学中に雑誌「メンズノンノ」第10回専属モデルとなる。モデルとして様々な雑誌やコレクションに出演する。 |
| 1997年       |             | 東京コレクション「ISSEI MIYAKE MEN」のランウェイに出演 |
| 1997〜1999年 |             | モデル時代、撮影現場で物創りを職業として活躍するカメラマン、スタイリスト、ヘアメイク等へ憧れを抱き始める。 コミュニケーションを取ることが苦手だった為、高いコミュニケーション能力を求められるモデルという職業を続けることに疑問を抱き悩み始めていた頃、師匠・勢馬一正氏（株式会社グラム・Q-pot.ブランド運営会社代表）に出会い、少しずつ物創りの世界へ。 |
| 1999年       |             | Q-pot.の前身となる作品を創り始める。 世紀末、2000年問題等、世の中が全体に暗く、なんとなく不安感やネガティブな空気が溢れているように感じていた時代。 アクセサリーも、髑髏や十字架、剣等のゴツゴツとしたデザインで燻し銀を使用した強めのアクセサリーが主流だった。ワカマツは「21世紀はもっと世の中が明るくポップになってほしい」という思いから、誰もがポジティブになれて、身に着けることで笑顔とコミュニケーションが生まれる物創りをしたいと考えた。 Q-pot.の前身となるアクセサリーは、ワカマツ自身が身に着けたいと思うアクセサリーをメンズブランドとして作りはじめた。 |
| 2002年       |             | 【Q-pot.】設立。 当初は直営店がなかった為、ワカマツと同じく勢馬一正に師事していた古谷エイジがデザイナーを務めるアクセサリーブランド「GARNI」の一画で商品を販売していた。 |
| 2004年       | 2月         | アッシュ・ペー・フランス株式会社が主催する合同展示会イベントrooms7に初出展。ファッション業界に「Q-pot.」が認知される大きな転機となる。 |
| 2005年       |             | マカロンをモチーフにしたアクセサリーを発表。まだ日本にマカロンが存在していなかった時代に、クリームの挟まった可愛らしいフォルムのマカロンをデザイン。後の日本におけるマカロンブームの火付け役となる。 |
| 2004年       | 5月         | Q-pot.Gallery&Shopを原宿にオープン。 |
| 2006年       | 5月         | Q-pot. × Harbour Cityドネーション・コラボレーション。香港の巨大ショッピングモールで行われたチャリティーイベントで、世界のデザイナーの中から2006年度は【Q-pot.デザイナー･ワカマツ タダアキ】が選ばれ、チャリティー企画限定のオリジナルポーチをデザイン。 このイベントの収益金のうちの一部が、チャリティーとして 「Hong Kong Blood Cancer Foundation(香港血癌基金)」に寄付されました。 |
| 2007年       | 1月         | Q-pot. × Blytheブライスをプロデュースする「クロスワールドコネクションズ（CWC）」のブライスアニバーサリーチャリティ展覧会参加。 6周年アニバーサリー『プリンセスアラモード』展。収益金の全額は「NPO特定非営利活動法人日本移植支援協会」に全額寄付されました。 日本移植支援協会は、臓器の機能回復・患者の社会復帰を図るため、レシピエントとそのご家族に対する医療活動の援助を中心とした、臓器移植支援に関する活動をしています。 |
| 2007年       | 2月         | 高島屋で開催されるチョコレートの祭典Q-pot. × Amour du Chocolat ! 2007のイメージビジュアルを手がける。 |
| 2007年       | 9月         | パリで開催されるファッションの展示会「Premiere Classe（プルミエールクラス）」出展。 |
| 2007年       | 10月        | パリで開催されるチョコレートの祭典「サロン・デュ・ショコラ」出展。 世界中から集まるショコラティエやチョコレートをこよなく愛する方々に、Q-pot.のショコラをモチーフにしたアクセサリーを紹介。本物のような美味しそうなアクセサリーが衝撃を与える。各国のメディアに多数の取材を受ける。 |
| 2008年       |             | 「Disney Story Dreamed by Q-pot.」展開開始。 Q-pot.のインスピレーションから広がるディズニーストーリーを表現したQ-pot.のライン「Disney Story Dreamed by Q-pot.」が登場。 |
| 2008年       | 2月         | 高島屋で開催されるチョコレートの祭典Q-pot. × Amour du Chocolat ! 2008のイメージビジュアルを手がける。この広告メインイメージとなった高級なショコラリングの甘く美味しそうな賑わいが楽しい作品となった。（非売品） |
| 2008年       | 2月         | Q-pot. × FAUCHON2008年バレンタイン・コラボレーション。 フランボワーズとローズのジャムを挟み、表面に真珠のような砂糖菓子をあしらったマカロン２個に、「Q-pot.」のマカロンストラップを添えたスペシャルセット「ラブマカロン＆プチチャーム」を限定発売した。 |
| 2008年       | 3月         | Q-pot. × Blythe（プチブライス）コラボレーション。「マドモアゼルショコラ ドゥ キューポット」発売 |
| 2008年       | 4月         | Q-pot. × Blythe（ネオブライス）コラボレーション。「プリンセスミルクビスケットドゥ キューポット」発売 |
| 2009年       | 2月         | Q-pot. × RICHART2009年バレンタイン企画として、パリの有名スウィーツブランド「リシャール(RICHART)」の「テイスターの卵」とコラボレーション。 世界の子供たちが描いた絵をQ-pot. のショコラモチーフのストラップに描き、限定販売致しました。 売上金の一部は子供たちの画材の購入や美術館に行くための費用として学校に寄付されました。 |
| 2009年       | 2月         | Q-pot. × FAUCHON2009年バレンタイン・コラボレーション。 フォションのイメージモチーフ“唇”の形をした高品質チョコレートと、ポップな中にラグジュアリー感たっぷりのQ-pot.コラボレートバッグチャームのセットを限定販売しました。 |
| 2009年       | 2月         | 「Q-pot.×ユニクロ UT」のコラボレーションを実施。コラボTシャツとパーカーを日本、フランス、イギリス、中国、香港などのユニクロで販売。コラボレーションをきっかけに「Q-pot.・とろ～りリボン・プロジェクト」というドネーションプロジェクトを発足。収益金の一部をUNHCR（国連難民高等弁務官事務所）へ寄付。 エチオピアの難民キャンプに10箇所の給水スポットを設置。“水”支援で紛争をなくし、労働リスクを軽減し、教育や家事の時間の確保に貢献した。 Q-pot.のブランドコンセプトにある「この楽しい気持ちや笑顔の連鎖が世界中に拡がれば、世界はきっと、平和になる」の理念に基づき展開されている本プロジェクトは、Q-pot.にとって欠かせない最も重要プロジェクトとなり、2009年のプロジェクト発足以降、継続して世界へのドネーション活動を展開している。 |
| 2009年       | 3月・１０月 | 3月と１０月の２シーズンに渡り、パリコレシーズンに合わせ世界中のトップバイヤー・一流のファッション業界関係者8000人以上が一同に集結する、世界最大級の合同展示会「TRANOI」のトータルブロデュースを行った。 |
| 2009年       | 3月         | Q-pot. × ISETAN more Treesコラボレーション。 鳩時計「食いしん坊の鳩が住むビスケットの家」をデザイン。坂本龍一氏主催の森林保全団体 more Treesの『鳩時計コレクション』プロジェクトに参加。「食いしん坊の鳩が住むビスケットの家」をモチーフに、間伐材を使った鳩時計をデザインし、2009年秋・伊勢丹新宿本店で販売。その収益金の５％が寄付され森林の保全活動に役立てられた。 |
| 2009年       | 3月         | Q-pot. × MEGコラボレーション。ミュージシャン、モデル、デザイナーでもあるアーティスト“MEG”。 MEGのライブに登場するオリジナルキャラクター“Whip Sisters”をプロデュース。 |
| 2009年       | 5月         | Q-pot. × docomo STYLE series SH-04Bチョコレートデザインの携帯電話を発売。 "おいしいコミュニケーション 甘くとろけるチョコレート by Q-pot." |
| 2010年       | 2月         | Q-pot. × JEAN-PAUL HÉVINコラボレーション。スペシャルショコラBOX"LOVE for ONE ♥ LOVE for ALL"発売。 「Q-pot.×JEAN-PAUL HÉVIN」のスペシャルショコラBOXを日本、香港のJEAN-PAUL HÉVIN店舗とQ-pot.直営店で発売。この商品の収益金の一部は、UNHCR（国連難民高等弁務官事務所）へ寄付され、バングラデシュの難民女性の経済的な自立や生活の質の向上を支援する活動に役立てられた。 |
| 2010年       | 2月         | Q-pot. × Opening Ceremonyコラボレーション。Opening Ceremony限定のフラッグチャームを発売。 |
| 2010年       | 3月         | Q-pot. × Blythe（ミディブライス）コラボレーション。「マカロン キューティー パーティ」発売。 |
| 2009年       | 3月         | パリで行われる合同展示会「TRANOI」参加。 |
| 2010年       | 3月         | ティム・バートンが監督・製作を手掛けた「アリス・イン・ワンダーランド」をテーマにしたアクセサリーを製作。公開を記念して、2010年3月22日に都内で開催されたジャパンプレミアでは、監督のティム・バートン氏、マッドハッタ―を演じる米俳優ジョニー・デップ氏などの著名人とともに、日本人ゲストとしてワカマツ タダアキもレッドカーペットに登場し、ティム・バートン監督との対談も実現した。 |
| 2010年       | ４月        | 「Q-pot. × docomo STYLE series SH-04C」ビスケットデザインの携帯電話を発売。 |
| 2010年       | 5月         | NHK「トップランナー」出演。 |
| 2010年       | 7月         | アメリカ・ハワイ最大のショッピングセンター「アラモアナ・ショッピングセンター」にQ-pot.が出店。 |
| 2011年       | 1月         | Q-pot. ♥ Q-pid.チャリティーオークション開催。「いま伝えたい、愛のメッセージ」をテーマに様々なジャンルで活躍中のアーティストが愛の"Q-pid."となって、Chocolate Tote Bagをキャンバスに世界に1点しかない作品を制作し、「Q-pot.♥Q-pid.」チャリティーオークションで発売！ チャリティーオークションの収益金の一部が、国連UNHCR協会へ寄付され、UNHCR（国連難民高等弁務官事務所）が実施する、紛争や迫害で故郷を追われた難民女性のための自立支援に役立てられました。 ＜参加アーティスト＞ - スタイリスト 相澤 樹 - ウクレレプレイヤー ジェイク・シマブクロ - あちゃちゅむムチャチャデザイナー しんや まさこ - 作家 辻村深月・イラスト 佐伯佳美 - Vida＝Feliz キャンドルアーティスト マエダ サチコ - アーティスト 村上 周 - シンガー・デザイナー MEG |
| 2011年       | 2月         | 「docomo with series Q-pot.Phone SH-04D」チョコレートデザインの携帯電話（スマートフォン）を発売。 |
| 2011年       | 2月         | 「メルセデス・ベンツ」がプロデュースする、次世代の都市型車として販売中のマイクロコンパクトカー「smart」の内外装をデザインし、今までにないアクセサリーのようなコラボカーを限定販売。 |
| 2011年       | 3月         | Q-pot. Peace Chocolate Band〜東日本大震災緊急災害支援プロジェクト〜東日本大震災緊急災害支援プロジェクト Peace Chocolate Band. Pray for Japan チョコレートのピースが連なったデザインは、Piece＝Peace"平和"という意味を表しています。小さな一人一人の力でも、繋げていけば必ず大きなパワーとなる！バンドの裏面に施されている"Pray for JAPAN"というメッセージは、被災地の一刻も早い復旧と、"がんばれ 日本！まけるな 日本！"との祈りが込められています。 この商品1本￥525のうち、消費税を除く￥500全額が被災された方々への支援活動に充てられました。※製造費はQ-pot.（株式会社グラム）負担 【寄付金のご報告】皆様のあたたかいご支援・ご協力により、＜Peace Chocolate Band＞の6万本分の売上見込み金額3,000万円を右記の各 県義援金窓口や、「子ども支援の国際NGOセーブ・ザ・チルドレン ・ジャパン」を通じ、寄付させて頂きました。被災された方々への様々な支援活動に役立てられます。ご賛同いただきました皆様に心よりお礼申し上げます。誠にありがとうございました。 ・青森県 100万円 ・岩手県 400万円 ・宮城県 1,000万円 ・福島県 1,000万円 ・茨城県 100万円 ・千葉県 100万円 ・子ども支援の国際NGOセーブ・ザ・チルドレン・ジャパン 300万円 合計 3,000万円（2011年12月） |
| 2011年       | 4月         | Q-pot.デザイナー・ワカマツ タダアキががデザインした期間限定「キリン 午後の紅茶」コラボレーションパッケージの第２弾を発売。 Q-pot. × キリン 午後の紅茶 共同プロジェクト"紅茶で笑顔を。" 「午後の紅茶」と「Q-pot.」で紅茶を通じて、お客さまの笑顔をひろげる共同プロジェクトを実施。収益金の一部をセーブ・ザ・チルドレン・ジャパンを通じ、宮城県仙台市にて被災地の子ども達に「午後の紅茶」とフルーツケーキでティーパーティを開催した。 |
| 2012年       | ９月        | ブランド設立10周年。Q-pot.のスイーツアクセサリーをモチーフにした本物のスイーツを提供する「Q-pot CAFE.」を表参道にオープン。 「10年間ありがとう。そして、これからもよろしくね。」と感謝の想いが込められた「Q-pot CAFE.」では、Q-pot.のマカロンやチョコレート、ビスケット等、」Q-pot.を代表するスイーツアクセサリーが、アクセサリースイーツへと姿を変え、その唯一無二のコンセプトに世界中からファンが訪れている。 |
| 2012年       | 12月        | ティム・バートンが監督・製作を手掛けたストップモーションアニメ「フランケンウィニー」をテーマにしたアクセサリーを製作。 公開を記念してビックロユニクロ新宿東店にて2012年12月4日から開催された「フランケンウィニーアート展」では店内装飾の監修行った。「フランケンウィニー」の世界観を感じられる空間として話題と集めた。イベント初日にはティム・バートン監督本人も来日し2度目の再開となった。会場ではQ-pot.×ユニクロのコラボTシャツ・パーカーも合わせて発売された。 |
| 2014年       | 3月         | 舞浜にある“東京ベイ舞浜ホテル クラブリゾート”のエグゼクティブスイートルームをワカマツ タダアキがプロデュース。 “スイートルームをスウィートルームに”をコンセプトに、期間限定で夢のSWEET ROOM(スウィートルーム)が誕生。 |
| 2014年       | 3月         | 日本テレビ「未来シアター」出演。 |
| 2014年       | 10月        | SHARPとのコラボレーションを実施。銘木で名高い“ブラックウォールナット”の木枠にQ-pot.のチョコレートを施し「Q-pot. Melty Chocolate TV」を販売した。無垢材本来の質感や綺麗な木目の表情を最大限に活かした高級感溢れるテレビは、電源を落としている間は鏡になるインテリアテレビとして注目を集めた。 |
| 2015年       | 6月         | 「美少女戦士セーラームーン」コラボレーション。世代を超え世界中の女の子に愛され続ける「美少女戦士セーラームーン」との第1弾コラボレーションが実現。 |
| 2016年       | 6月         | 「美少女戦士セーラームーン」コラボレーション。世代を超え世界中の女の子に愛され続ける「美少女戦士セーラームーン」との第2弾コラボレーションが実現。 |
| 2017年       | 6月         | 「美少女戦士セーラームーン」コラボレーション。世代を超え世界中の女の子に愛され続ける「美少女戦士セーラームーン」との第3弾コラボレーションが実現。 |

### 出店年表
| 年     | 月   | 店舗名                                                         |
| ------ | ---- | -------------------------------------------------------------- |
| 2002年 | ３月 | Q-pot.を「GARNI」で販売開始                                    |
| 2004年 | 5月  | Q-pot. Gallery&Shopを原宿にオープン                            |
| 2006年 | 5月  | Q-pot.原宿本店オープン                                         |
| 2007年 | 1月  | Q-pot.伊勢丹新宿店オープン                                     |
| 2007年 | 4月  | Q-pot.高島屋新宿店オープン                                     |
| 2007年 | 9月  | Q-pot.藤井大丸店オープン                                       |
| 2008年 | 1月  | Q-pot.阪急梅田店オープン                                       |
| 2009年 | 1月  | 香港／Ｑ-pot.バーシティー店オープン（海外初出店）              |
| 2009年 | 2月  | Q-pot.髙島屋名古屋店オープン                                   |
| 2009年 | 3月  | Q-pot.大宮ルミネ店オープン                                     |
| 2009年 | 4月  | Q-pot.髙島屋横浜店オープン                                     |
| 2009年 | 5月  | Q-pot.表参道本店オープン（原宿から移転）                       |
| 2010年 | 7月  | ハワイ／Q-pot.ハワイアラモアナセンター店オープン               |
| 2010年 | 9月  | Q-pot.銀座三越店オープン                                       |
| 2010年 | 11月 | Q-pot.大阪高島屋店オープン                                     |
| 2011年 | 3月  | Q-pot.阪急店オープン                                           |
| 2011年 | 4月  | Q-pot.大阪ルクア店オープン                                     |
| 2012年 | 5月  | Q-pot.東京スカイツリータウン・ソラマチ店オープン               |
| 2012年 | 9月  | Q-pot CAFE.表参道本店をオープン（初飲食出店）                  |
| 2018年 | 4月  | Q-pot.表参道本店移転オープン(アクセサリーとカフェを扱う総本店) |
| 2018年 | 11月 | タイ／Q-pot.・Q-pot CAFÉ.サイアム髙島屋店オープン              |
| 2020年 | 1月  | Q-pot.ルクアイーレ店オープン（ルクアから移転）                 |
| 2021年 | 5月  | Q-pot.イクスピアリ店オープン                                   |

## 関連書籍
＜Art Book＞
1.Q-pot.Sweet Collection Book

＜Q-pot. MOOK BOOK＞
1. Q-pot.[30]
2. Q-pot. 2010 Spring Collection[31]
3. Q-pot. 2010-2011 Early Spring Collection[32]
4. Q-pot. 2011-2012 Early Spring Collection Strawberry macaron ver.[33]
5. Q-pot. 2011-2012 Early Spring Collection　Mint macaron ver.[34]
6. Q-pot.10th Anniversary[35]
7. Q-pot.2013Spring&Summer COLLECTION[36]
8. Q-pot. Seasonal LOOK BOOK and Archive Collection[37]
9. Q-pot. Seasonal LOOK BOOK～Bee&Honey&Lemon～[38]
10. Q-pot. Seasonal LOOK BOOK〜Bitter Chocolate Cake〜[39]
11. Q-pot. Seasonal LOOK BOOK～Mint Soda Lagoon～[40]
12. Q-pot. Seasonal LOOK BOOK〜COFFEE & DOUGHNUTS〜[41]
13. Q-pot. Seasonal LOOK BOOK〜Chocolate Mint Shake〜[42]
14. Q-pot SEASONAL LOOK BOOK ～Melty Strawberry Chocolate～[43]
15. Q-pot. SEASONAL LOOK BOOK ～Strawberry Milk Gelato～[44]
16. Q-pot. SEASONAL LOOK BOOK～Melty Bitter Chocolate～[45]
17. Q-pot. SEASONAL LOOK BOOK ～MILK(NEW)～[46]
18. Q-pot. SEASONAL LOOK BOOK ～CAKE～[47]
19. Q-pot. SEASONAL LOOK BOOK ～201Q SS Collection～[48]
20. Q-pot. SEASONAL LOOK BOOK ～THE CHOCOLATE COLLECTION～[49]
21. Q-pot CAFE. BOOK[50]